# Laem Chabang
Laem Chabang (taj. แหลมฉบัง) – miasto w południowej Tajlandii w regionie Tajlandia Wschodnia, w prowincji Chonburi. W 2019 roku liczyło 88 271 mieszkańców.